# Aalter
Aalter (nederländskt uttal: [ˈaːltər]) är en kommun i provinsen Östflandern i regionen Flandern i Belgien. Aalter hade 20 589 invånare (2018).